# Lentinellus
Lentinellus P. Karst. (twardówka)– rodzaj grzybów należący do rodziny szyszkogłówkowatych (Auriscalpiaceae). Należy do niego ponad 30 gatunków.

## Charakterystyka
Grzyby kapeluszowe o trzonie bocznym lub ekscentrycznym (tzn. wyrastającym nie ze środka kapelusza, lecz nieco z boku). U niektórych gatunków brak trzonu. Hymenofor blaszkowaty o blaszkach ząbkowanych. Saprotrofy.

## Systematyka i nazewnictwo
Pozycja w klasyfikacji według Index Fungorum: Auriscalpiaceae, Russulales, Incertae sedis, Agaricomycetes, Agaricomycotina, Basidiomycota, Fungi.
Nazwę polską podali Barbara Gumińska i Władysław Wojewoda w 1968 r., dawniej w polskim piśmiennictwie mykologicznym rodzaj ten opisywany był pod nazwą łyczak. Synonimy naukowe: Hemicybe P. Karst., Lentinaria Pilát.
Gatunki występujące w Polsce:
- Lentinellus flabelliformis (Bolton) S. Ito – twardówka wachlarzowata
- Lentinellus micheneri (Berk. & M.A. Curtis) Pegler 1983 – twardówka lejkowata[5]
- Lentinellus ursinus (Fr.) Kühner 1926 – twardówka filcowata
- Lentinellus vulpinus (Sowerby) Kühner & Maire 1934 – twardówka lisia

Wykaz gatunków (nazwy naukowe) na podstawie Index Fungorum. Nazwy polskie według Władysława Wojewody.

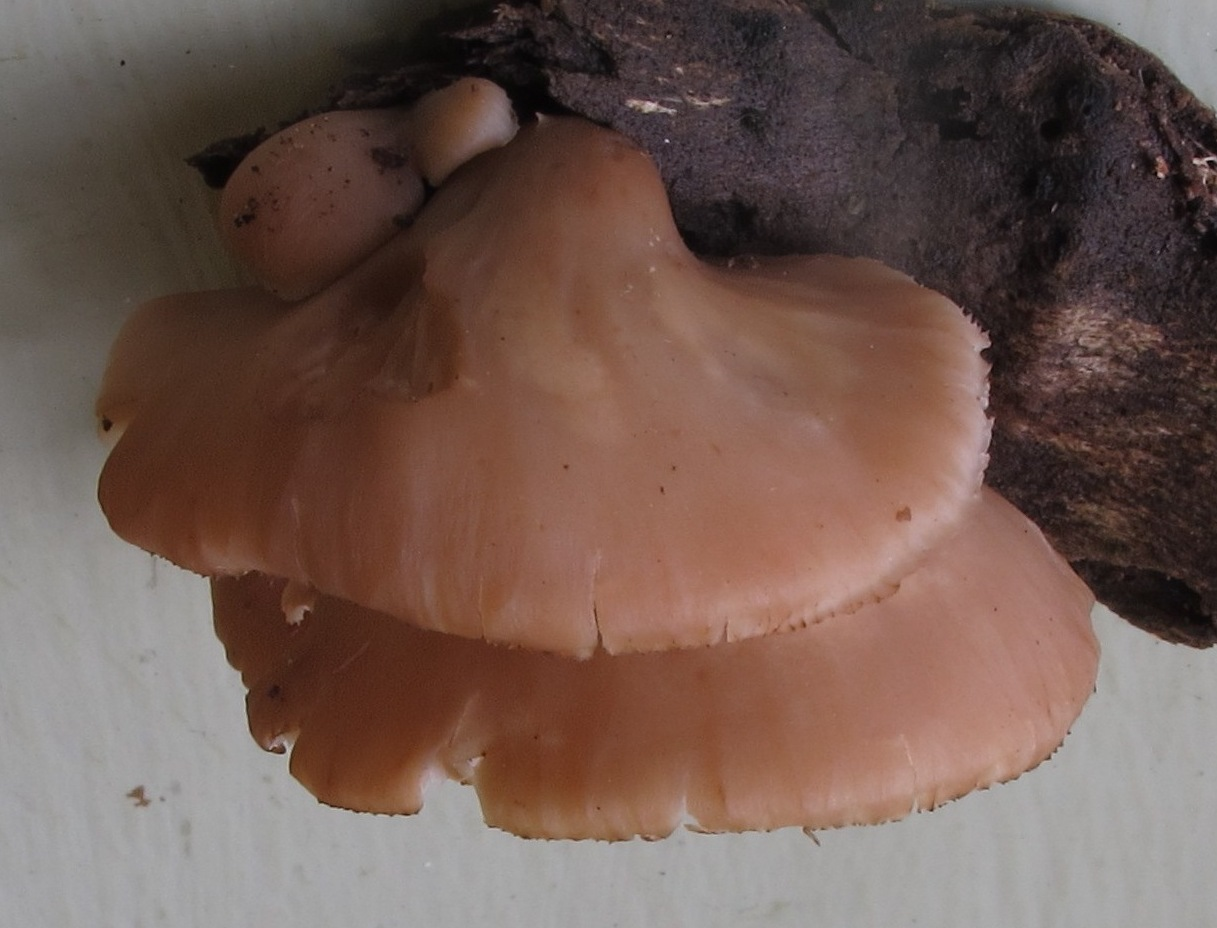
Twardówka wachlarzowata
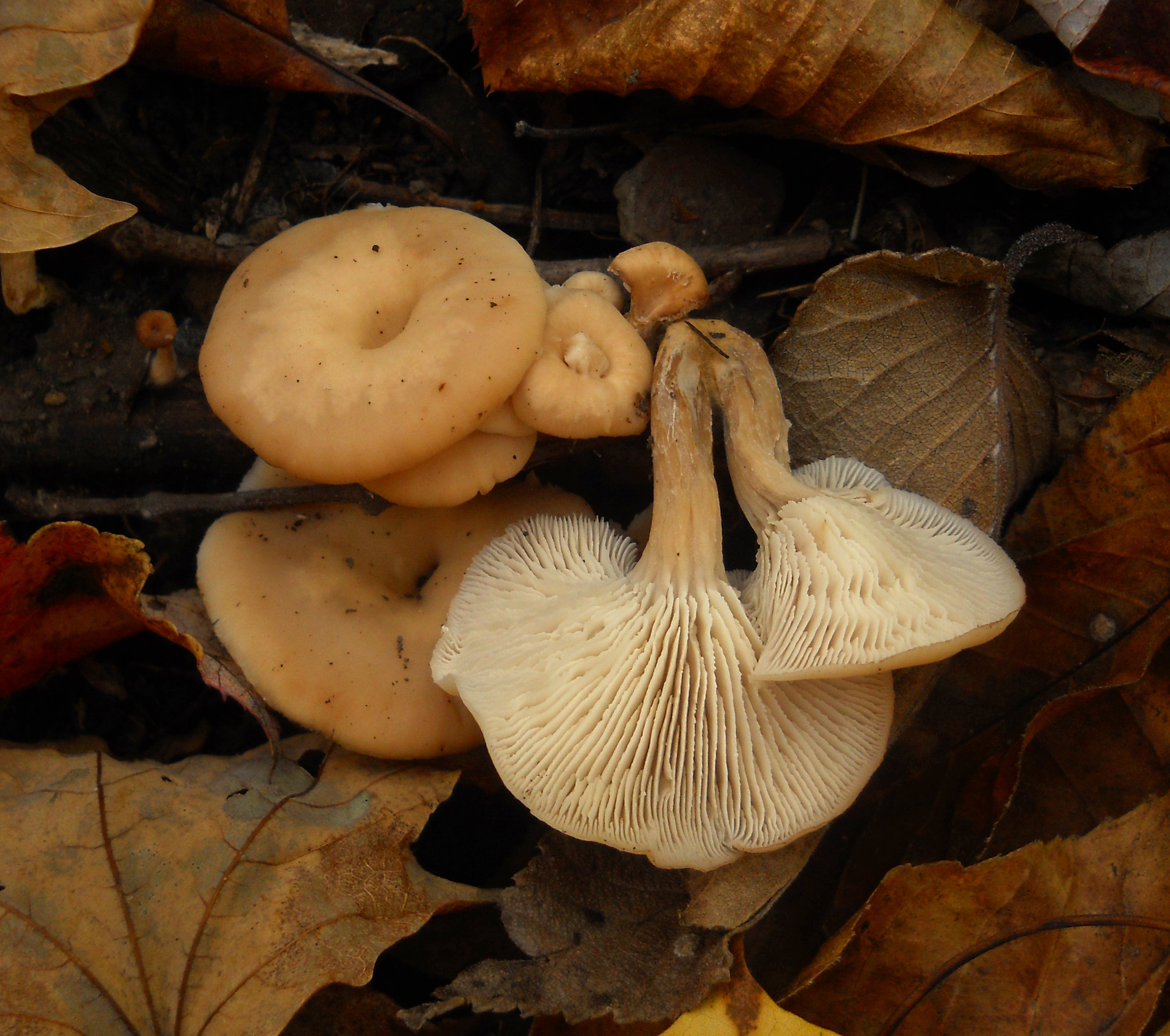
Twardówka lejkowata